# The Crystal Caravan
The Crystal Caravan är en svensk musikgrupp från Umeå som skivdebuterade 2009 med självbetitlade CD:n The Crystal Caravan på skivbolaget Garageland Records. År 2010 släppte bandet Against the Rising Tide på Transubstans Records.

## Bandmedlemmar
- Niklas "RG" Gustafsson - Sång
- Björn Lohmander - Gitarr
- Stefan Bränberg - Gitarr
- Pierre Svensson - Bas
- Annika Bränberg - Percussion
- Christopher Olsson - Trummor

Tidigare medlemmar
- Jonas Lindsköld - Orgel

## Diskografi
- CD - The Crystal Caravan [GRCD036] Garageland Records, 2009[1]
- CD - Against The Rising Tide [TRANS065] Transubstans Records, 2010[2]
- CD - With Them You Walk Alone [TRANS108] Transubstans Records, 2013[3]

- LP - Against The Rising Tide [TRANSV05] Transubstans Records, 2011
- LP - With Them You Walk Alone [TRANSV16] Transubstans Records, 2013